# Rhamphobrachium longisetosum
Rhamphobrachium longisetosum är en ringmaskart som beskrevs av Miles Joseph Berkeley 1938. Rhamphobrachium longisetosum ingår i släktet Rhamphobrachium och familjen Onuphidae. Inga underarter finns listade i Catalogue of Life.